# Concierto para guitarra y bandoneón
El Concierto para guitarra y bandoneón, conocido también como Hommage à Liège, es una obra concertante de Astor Piazzolla escrita para bandoneón y guitarra solistas con acompañamiento de orquesta de cuerdas. La obra fue compuesta en 1985, para el Quinto Festival Internacional de Guitarra de Bélgica, donde fue estrenado, con el propio Piazzolla al bandoneón, Cacho Tirao en la guitarra y la dirección de Leo Brouwer. Es uno de sus dos conciertos para bandoneón y orquesta, pero el único concierto en donde hay dos solistas.

## Contexto histórico
El bandoneón es un instrumento de viento similar a la concertina, creado en 1840. Sin embargo, fue hasta el siglo XX cuando se convirtió en un instrumento solista. Astor Piazzolla fue un bandoneonista que desarrolló la técnica del bandoneón y lo convirtió en un instrumento de concierto.
En la década de 1980 la fama de Piazzolla había llegado a todo el mundo. También en esa época, específicamente en 1983, Piazzolla conoció al Dúo Assad, a quienes compuso el Tango Suite para dos guitarras. Es en este contexto que, en 1985, junto a su guitarrista Cacho Tirao, decide componer un Doble concierto para guitarra y bandoneón. Con Tirao, Piazzolla estrenó el concierto en el Quinto Festival Internacional de Guitarra de Bélgica, realizado en la ciudad de Lieja, por lo que también recibe el nombre de “Hommage à Liège”. En la premier también participó el guitarrista cubano Leo Brouwer, dirigiendo la orquesta. Debido al éxito recibido y el renombre internacional, Piazzolla fue nombrado ciudadano excepcional de Buenos Aires.
La obra después se estrenó en diversas ciudades, pero con diferentes guitarristas, como Roberto Aussel y Baltazar Benítez.

## Estructura
El concierto posee tres movimientos:
- I. Introducción
- II. Milonga
- III. Tango

La pieza tiene una intención programática, pues narra la historia de dos bailarines (representados por los instrumentos solistas), quienes se presentan ante la audiencia, interactúan entre sí y con la orquesta.

### Introducción
Esta parte de la obra introduce al concierto, y como ocurre con las danzas de tango, comienza como Alevare. No posee acompañamiento de la orquesta, y se trata de una doble cadenza de los solistas. La guitarra comienza con un extenso solo, con varias técnicas de guitarra. A la mitad del movimiento entra el bandoneón con una función melódica, y la guitarra adquiere un papel coral y de acompañamiento. El movimiento termina con una figura melismática con los dos instrumentos, generando notas armónicas.

### Milonga
El segundo movimiento es una Milonga, con un carácter conversacional.Tiene una fórmula rítmica con acentos en las notas 1, 4 y 7 (de una figura de 8 notas), con una fuerte cadencia: [1] 2 3 [4] 5 6 [7] 8. Este patrón es regular durante todo el movimiento. Es un movimiento melodioso y armónicamente conservador. En este, los dos solistas aparecen como una pareja reconciliada, tocando pasajes melódicos al unísono, como si bailaran a la par.

### Tango
Tradicionalmente el tango es una danza íntima en la que la pareja confía la una en la otra. La síncopa del tango es lineal, aunque se divide en dos compases (333-322). Al comienzo, el movimiento tiene forma de fuga, comenzando con el bandoneón en los primeros ocho compases; seguido por la guitarra con otros ocho compases, y después los instrumentos que acompañan.Se trata de un movimiento más complejo, no sólo con respecto al ritmo, sino también a la armonía, pues utiliza acordes como si11 (si, re, fa#, la, do#, mi), si13 (si, re, fa#, la, do#, mi, sol) en el bandoeón, sobre un fa#13 #9, realizados por la guitarra. Asimismo, el movimiento se caracteriza por el uso de acordes tipo clúster.

## Grabaciones
- Astor Piazzolla: Hommage à Liège. Astor Piazzolla (bandoneón), Cacho Tirao (guitarra), Leo Brouwer (dir.), Liège Philharmonic Orchestra. Milán, 1998[14]
- Piazzolla: Chamber Works. Marcelo Nisinman (bandoneón), Hannu Siiskonen (guitarra), Tampere Chamber. Alba, 2000[15]
- Piazzolla - Tangazo. Daniel Binelli (bandoneón), Eduardo Isaac (guitarra), Charles Dutoit (dir.), L'Orchestre Symphonique De Montreal. Decca, 2001[16]
- Three Double Concertos (Leo Brouwer, Leo Brouwer, Leo Brouwer). Leo Brouwer (dir.), Eduardo Isaac (guitarra), Sérgio & Odair Assad (guitarras), Marcelo Nisinman (bandoneón), Costas Cotsiolis (guitarra), Isel Rodríguez Trujillo (guitarra), La Orquesta De Córdoba. GHA Records, 2001[17]
- Piazzolla - Complete music with guitar. Matteo Mela (guitarra), Per Arne Glorvigen (bandoneón), I Solisti di Parma. Stradivarius, 2006[18]
- Quasi improvisata (arreglo para violonchelo y acordeón). David Geringas (violonchelo), Geir Draugsvoll (acordeón). Dreyer Gaido, 2010[19]
- Luminosa Buenos Aires. Giampaolo Bandini (guitarra), Cesare Chiacchiaretta (bandoneón), I Musici di Parma. Concerto, 2010[20]
- Marco Nodari, Astor Piazzolla, Miguel Bareilles: Double Concerto (arreglo para violonchelo y guitarra). Giovanna Buccarella (violonchelo), Francesco Diodovich (guitarra), Giovanni Minafra (dir.), Orchestra Filharmonica Pugliese. Naxos, 2020[21]
- Piazzolla: Concertos. William Sabatier (bandoneón), Emilie Aridon-Kociolek (guitarra), Leonardo García Alarcón (dir.), Orchestre Dijon Bourgogne. Fuga Libera, 2021[22]
- Double Echo - New Guitar Concertos from the Americas. David Tanenbaum (guitarra), Coco Trivisonno (bandoneón), New Century Chamber Orchestra. Naxos, 2021[23][24]
- Guitarra del Ángel. Etienne Candela (guitarra), Thomas Cherdal Bornu (bandoneón), Guillemette Tual, Quatuor De Limoges. Arion, 2022[25]